# Oroceguera andersoni
Oroceguera andersoni är en stekelart som beskrevs av Seltmann och Michael J. Sharkey 2007. Oroceguera andersoni ingår i släktet Oroceguera och familjen bracksteklar. Inga underarter finns listade i Catalogue of Life.